# Triple T (grupo musical)
Triple T Foi um Coed group formado em um projeto musical atraves de uma parceria entre as gravadoras S.M. Entertainment e JYP Entertainment. Sua estreia foi em agosto de 2016 com o single «Born to be Wild.

## Historia
Em 11 de agosto de 2016, S.M. Entertainment anunciou que a Hyoyeon do Girls' Generation juntamente com a Min do Miss A e Jo Kwon do 2AM estariam formando um trio e que inclusive já estavam trabalhando em uma canção de lançamento. A Canção foi publicada através de SM Station,além do trio a musica incluia uma colaboração com Park Jin-young realizaram sua estreia no cenário de M! Countdown da Mnet, apresentando o single.

## Discografia
| Título                        | Ano  | Melhor Posição | Melhor Posição | Álbum                 |
| Título                        | Ano  | COR Gaon       | US World       | Álbum                 |
| ----------------------------- | ---- | -------------- | -------------- | --------------------- |
| «Born to be Wild» (feat. JYP) | 2016 | 164            | 11             | S.M. Station Season 1 |